# XVI. János (ellenpápa)
XVI. János (? – Fulda, 1001. augusztus 26.) néven vált ismertté a történelem 15. ellenpápája. Uralkodásának feltételeit a németellenes római nemesség, és azon belül is a befolyásos Crescenti család teremtette meg. A városi hatalmat a kezében tartó nemesség nem akart behódolni az erősebb császári hatalom előtt, és ezért mindig távoli lázadásokat szított. Ennek kereszttüzébe került János is.
Görög származású volt, eredetileg Philagathosz Jánosnak hívták. 980-ban itáliai kancellár, 982-ben nonantulai apát, 988-ban Piacenza püspöke volt. Műveltsége és nyelvtudása miatt a császár követe Konstantinápolyban. Amikor III. Ottó német király Rómába vonult és ott unokaöccsét, V. Gergelyt választotta ki a pápai trón örökösének, János a rossanói püspöki tisztséget töltötte be.
Az új egyházfőt nagy ellenszenvvel fogadták a városi nemesek, ezért amikor a császár elhagyta Itáliát, felkelés tört ki Gergely ellen, amelynek élére a Crescenti ház ura, Numentanus állt. Gergelyt elűzték trónjáról, de mivel nem sikerült elfogni, Spoletóba menekült. Numentanus Jánost hívta Rómába, hogy új pápaválasztás után ő vezesse a keresztény egyházat. Így 997-ben a római nemesség akaratából XVI. János néven ellenpápa foglalhatta el a Lateránt.
Gergely eközben kétszer is megpróbálta helyreállítani hatalmát Rómában, sikertelenül. Ezért segítségül hívta nagyhatalmú rokonát, III. Ottót. A császár Paviában találkozott unokaöccsével, és onnan serege élén az örök város felé vonult. János megrémült a közeledő Ottótól, ezért elmenekült a városból. A lázadó rómaiak pedig bezárkóztak az Angyalvárba. 998-ban Ottó emberei elfogták a menekülő Jánost, és a tömeg szeme láttára megfosztották hatalmától. Ezután megvakították, levágták füleit és orrát és kivágták a nyelvét. A császár utasítására ezután a németországi Fulda monostorába száműzték. János a krónikák szerint itt élte le fennmaradó békés napjait, és 1013-ban halt meg.